# سفارت قرقیزستان در واشینگتن
سفارت قرقیزستان در واشینگتن (به انگلیسی: Embassy of Kyrgyzstan) یک سفارت در ایالات متحده آمریکا است که در واشینگتن، دی.سی. واقع شده‌است.